# ديانا ديفيد
ديانا ديفيد (2 مارس 1985 في الهند - ) هي لاعبة كريكت هندية.